# Rambla del Carmel
La rambla del Carmel és una rambla de Barcelona. És la via principal del barri del Carmel, al districte de Horta-Guinardó. Aquí es troba un dels dos extrems del túnel de la Rovira.

## Hodonímia
El nom de la rambla prové del Santuari de la Mare de Déu del Mont Carmel, dedicat a la Verge del Carme, construït el 1864 al peu del Turó del Carmel. El terme Carmel prové de l'hebreu כַּרְמֶל (Karm-El), que vol dir "vinya de Déu" o, per extensió, "jardí de Déu". El nom deriva d'una advocació de la Mare de Déu, nostra Senyora del Mont Carmel, més coneguda com a Mare de Déu del Carme. Aquesta devoció es va originar al Mont Carmel, a Israel, sent difosa per l'Ordre dels Carmelites.

## Història

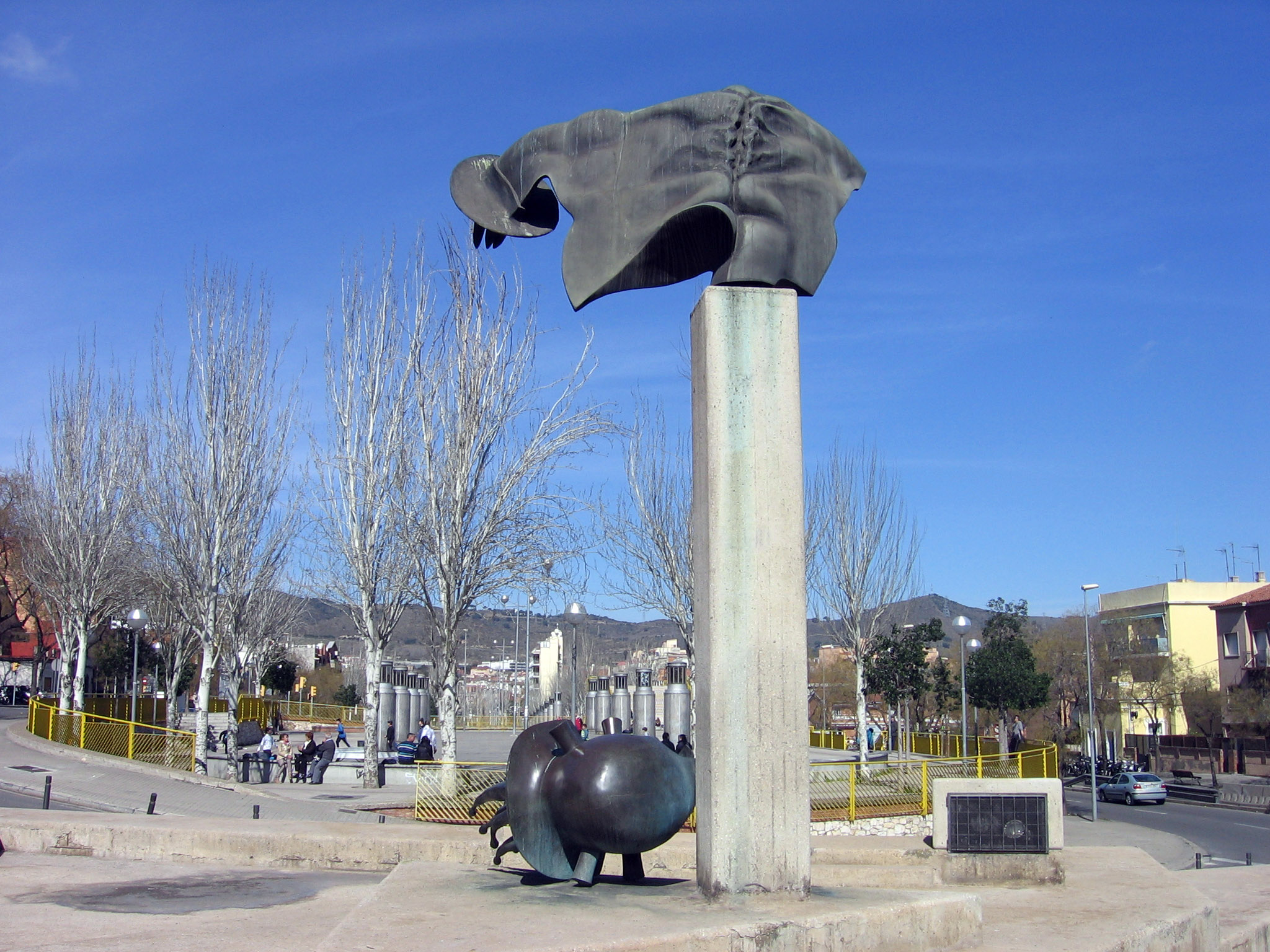
David i Goliat, de Roy Shifrin.

Aquesta zona pertanyia al municipi de Sant Andreu de Palomar, fins que el 1897 aquesta localitat va ser agregada a Barcelona i, en efectuar-se una reordenació administrativa, va passar a Horta-Guinardó. El nom anterior de la via era Prat, però el 14 de març de 1916 va ser canviada a rambla del Carmel, nom del santuari que va batejar també al barri. En origen era una zona de torres amb petites parcel·les amb jardins o horts, la majoria segones residències de famílies que passaven aquí les vacances. Va ser en aquest sentit que la va promocionar l'advocat i escriptor Alexandre de Bacardí i Janer, un dels primers impulsors de la urbanització de l'entorn. No obstant això, amb l'auge de la immigració a partir de 1929 es van començar a construir cases de planta baixa i un pis, mentre que a partir dels anys 1950, data en què es va disparar l'especulació immobiliària, es van construir edificis de diverses plantes, que són els que perduren avui dia. El 1987, a causa de les obres d'obertura del túnel de la Rovira, es van expropiar i van enderrocar diversos edificis de la rambla.

## Art públic
En la rambla, prop de l'entrada al túnel de la Rovira, es troba l'obra David i Goliat (Homenatge a les Brigades Internacionals), obra de Roy Shifrin del 1988. Va ser creada en record de les Brigades Internacionals que van lluitar en la Guerra Civil espanyola, per la qual cosa sovint es realitzen ofrenes florals en record a aquests lluitadors de la llibertat. Va ser patrocinat pel batalló Abraham Lincoln i per la Spanish Civil War Historical Society. Representa el casc de Goliat i el tors nu de David, amb un escut a la mà, realitzats en bronze sobre un pilar de ciment, amb un total de vuit metres d'altura.